# Mazé
Mazé ist eine Ortschaft und eine Commune déléguée in der französischen Gemeinde mit 5.193 Einwohnern (Stand: 1. Januar 2022) im Département Maine-et-Loire in der Region Pays de la Loire. 

## Geografie
Mazé liegt in der Landschaft Baugeois am Ufer des Flusses Authion, bei der Einmündung seines Nebenflusses Couasnon, an der Nationalstraße N 147 Angers – Longué-Jumelles.
Der Ort ist Bestandteil des Regionalen Naturparks Loire-Anjou-Touraine.

## Geschichte
Ab dem Jahr 1790 war Mazé kurzzeitig Hauptort eines eigenen Kantons. Bereits 1801 wurde dieser jedoch wieder aufgelöst und zum größten Teil in den Kanton Beaufort integriert.
Am 5. Juli 1978 trat Mazé ins Licht einer internationalen Öffentlichkeit, als das Schloss Montgeoffroy Etappenziel der Tour de France war.
Mit Wirkung vom 1. Januar 2016 wurden die Gemeinden Mazé und Fontaine-Milon zu einer Commune nouvelle mit dem Namen Mazé-Milon zusammengeschlossen. Die Gemeinde Mazé gehörte zum Arrondissement Angers und zum Kanton Beaufort-en-Vallée.
| Jahr      | 1962  | 1968  | 1975  | 1982  | 1990  | 1999  | 2006  | 2009  |
| Einwohner | 2.418 | 2.512 | 2.555 | 3.192 | 3.714 | 3.875 | 4.572 | 4.743 |

## Sehenswürdigkeiten

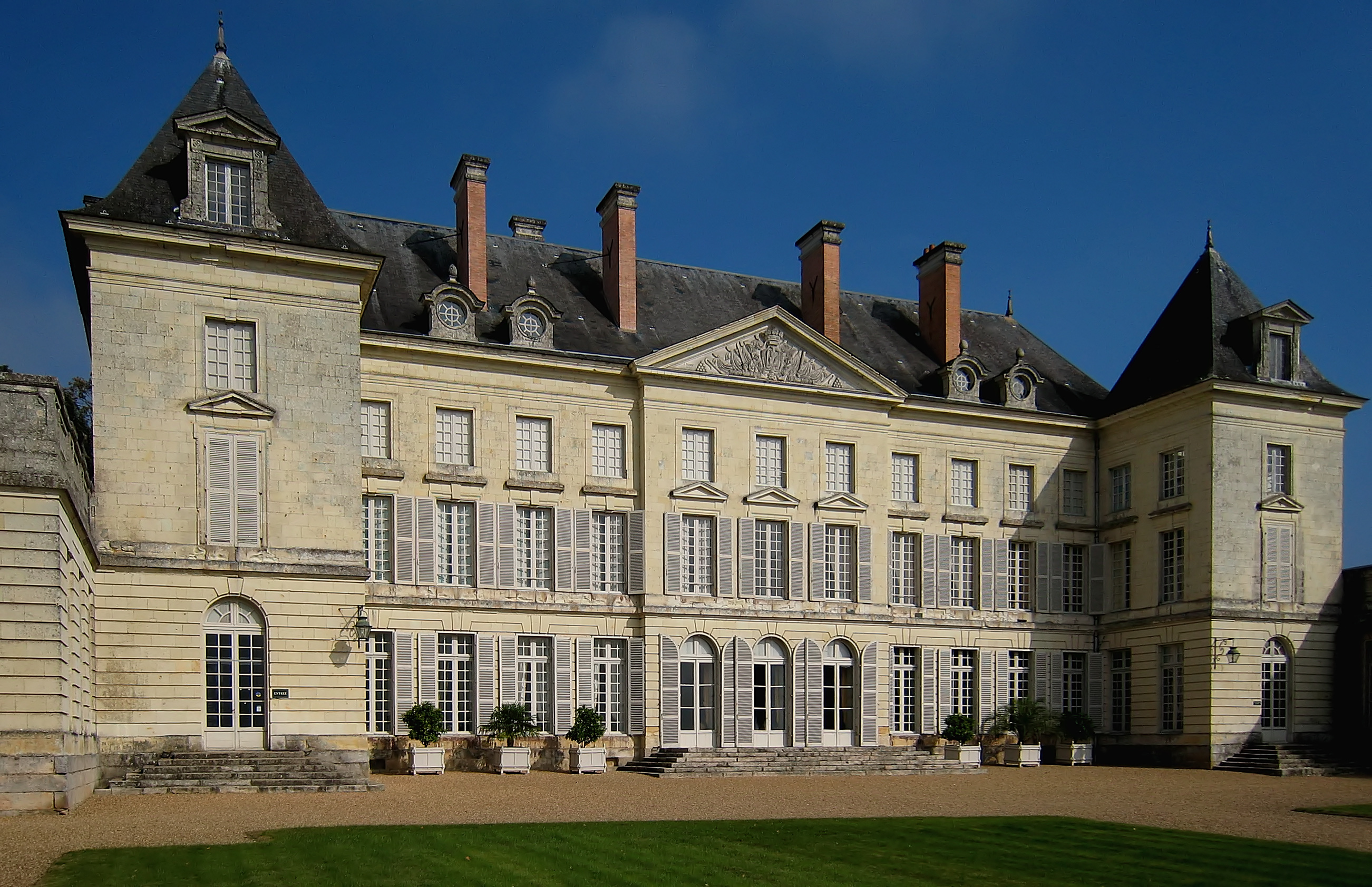
Schloss Montgeoffroy

Das Schloss Montgeoffroy zählt zu den bekannteren Schlössern im Loire-Gebiet. Louis-Georges-Erasme de Contades begann im Jahr 1772 mit dem Bau der Anlage auf einem Gelände, das ein Vorfahr 1676 erworben hatte und auf dem schon aus mittelalterlicher Zeit ein ruinöses Schlossgebäude bestand. Contades plante, hier seinen Alterssitz zu nehmen. Bis 1775 dauerten die vom Pariser Architekten Jean Benoît Vincent Barré geplanten und geleiteten Arbeiten. Der Architekt respektierte den Plangrundriss der alten Anlage und integrierte zwei Türme und die Kapelle von 1543 in den Neubau. Die Französische Revolution und alle nachfolgenden Stürme überstand Montgeoffrroy erstaunlicherweise praktisch unbeschadet, sodass heute die originale Inneneinrichtung des 18. Jahrhunderts mit allen Möbeln und der vollständigen Küche bewundert werden kann. Außerdem ist eine stattliche Zahl von Pferdekutschen zu besichtigen.
Siehe auch: Liste der Monuments historiques in Mazé-Milon